# Campionato del mondo di scacchi 1908
Il campionato del mondo di scacchi 1908 fu conteso tra il campione in carica Emanuel Lasker e Siegbert Tarrasch. Fu disputato tra Düsseldorf e Monaco di Baviera tra il 17 agosto e il 30 settembre; Lasker si impose per otto vittorie a tre, conservando il titolo.

## Storia
I due giocatori non erano in buoni rapporti da quando Tarrasch aveva rifiutato una proposta di Lasker per un match prima che quest'ultimo diventasse campione del mondo; Tarrasch, d'altra parte, era irritato per le richieste di Lasker di alti ingaggi per i match. Prima dell'inizio del campionato, inoltre, Tarrasch rifiutò di stringere la mano al suo avversario.

## Risultati
La sfida si svolse al meglio delle otto vittorie.
|                               | 1 | 2 | 3 | 4 | 5 | 6 | 7 | 8 | 9 | 10 | 11 | 12 | 13 | 14 | 15 | 16 | Punti | Vittorie |
| ----------------------------- | - | - | - | - | - | - | - | - | - | -- | -- | -- | -- | -- | -- | -- | ----- | -------- |
| Emanuel Lasker ( Germania)    | 1 | 1 | 0 | 1 | 1 | ½ | 1 | ½ | ½ | 0  | 1  | 0  | 1  | ½  | ½  | 1  | 10,5  | 8        |
| Siegbert Tarrasch ( Germania) | 0 | 0 | 1 | 0 | 0 | ½ | 0 | ½ | ½ | 1  | 0  | 1  | 0  | ½  | ½  | 0  | 5,5   | 3        |